# Kościół św. Mikołaja w Wilkowie
Kościół pw. św. Mikołaja – rzymskokatolicki kościół parafialny w Wilkowie. Świątynia należy do parafii św. Mikołaja w Wilkowie w dekanacie Namysłów zachód, archidiecezji wrocławskiej. Dnia 13 listopada 1959 roku pod numerem 650/59, kościół został wpisany do rejestru zabytków województwa opolskiego.

## Historia kościoła
Pierwsze historyczne wzmianki o kościele pochodzą z 1290 roku. Wzniesiony został na przełomie XIII/XIV wieku. Kościół murowany w stylu gotyckim. Rozbudowany został na przełomie wieków XV i XVI, choć niektóre jego elementy dobudowano jeszcze później m.in. wieżę kościelną, którą wzniesiono w 1564. W czasie działań wojennych w 1945 roku kościół został w 80% zniszczony. W latach 1957–1959 został odbudowany i powiększony, jednak już bez wieży. Kościół wymurowany jest z cegły w układzie gotyckim. Krótkie jednoczęściowe prezbiterium zamknięte jest prostą ścianą. Wśród zabytków wewnątrz kościoła szczególnie warto zobaczyć rzeźbę Chrystusa „Ecce Homo” z XV w., oraz rzeźbę Chrystusa na Górze Oliwnej z I poł. XVI wieku.

## Galeria

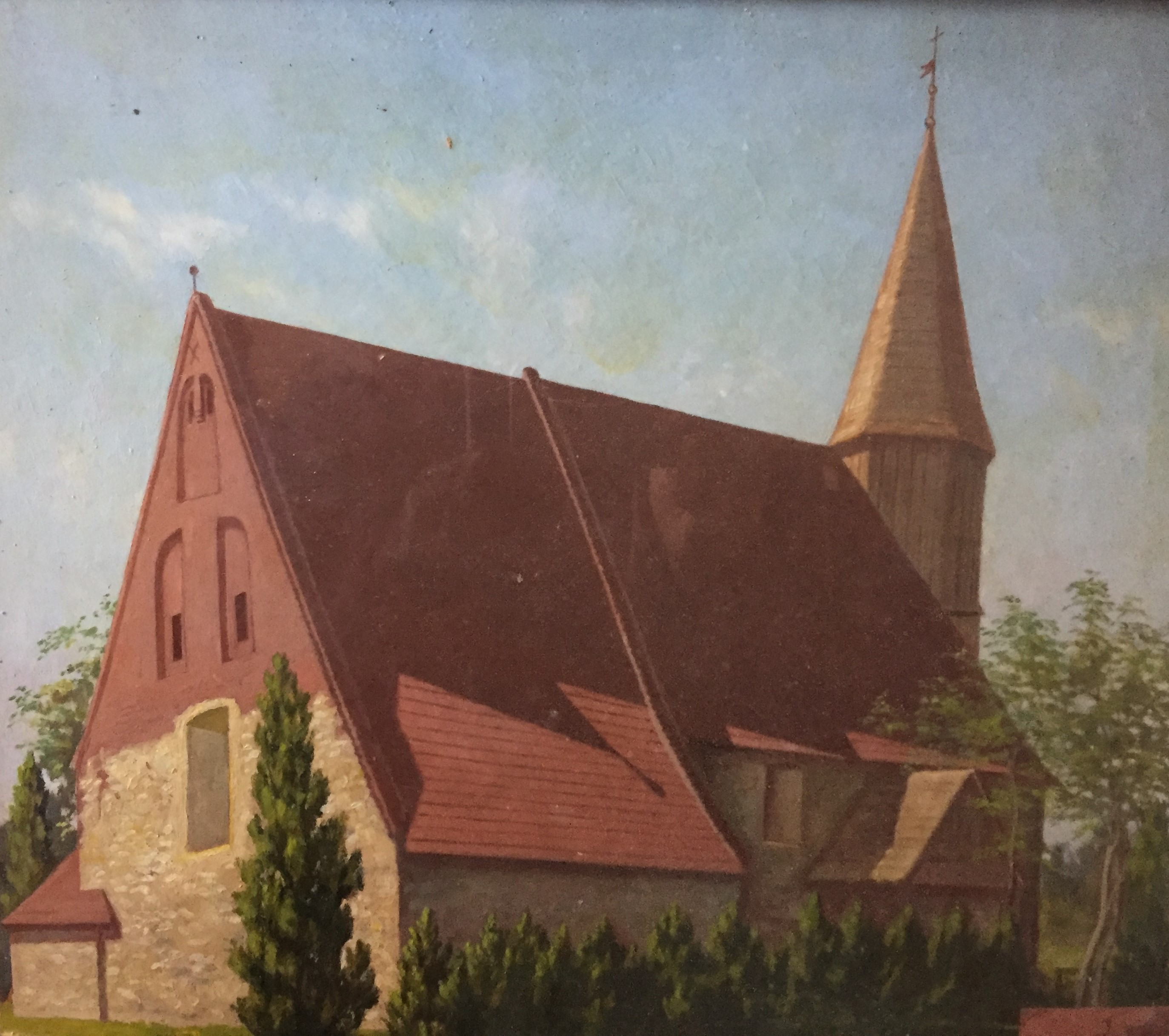
kościół w Wilkowie w 1939
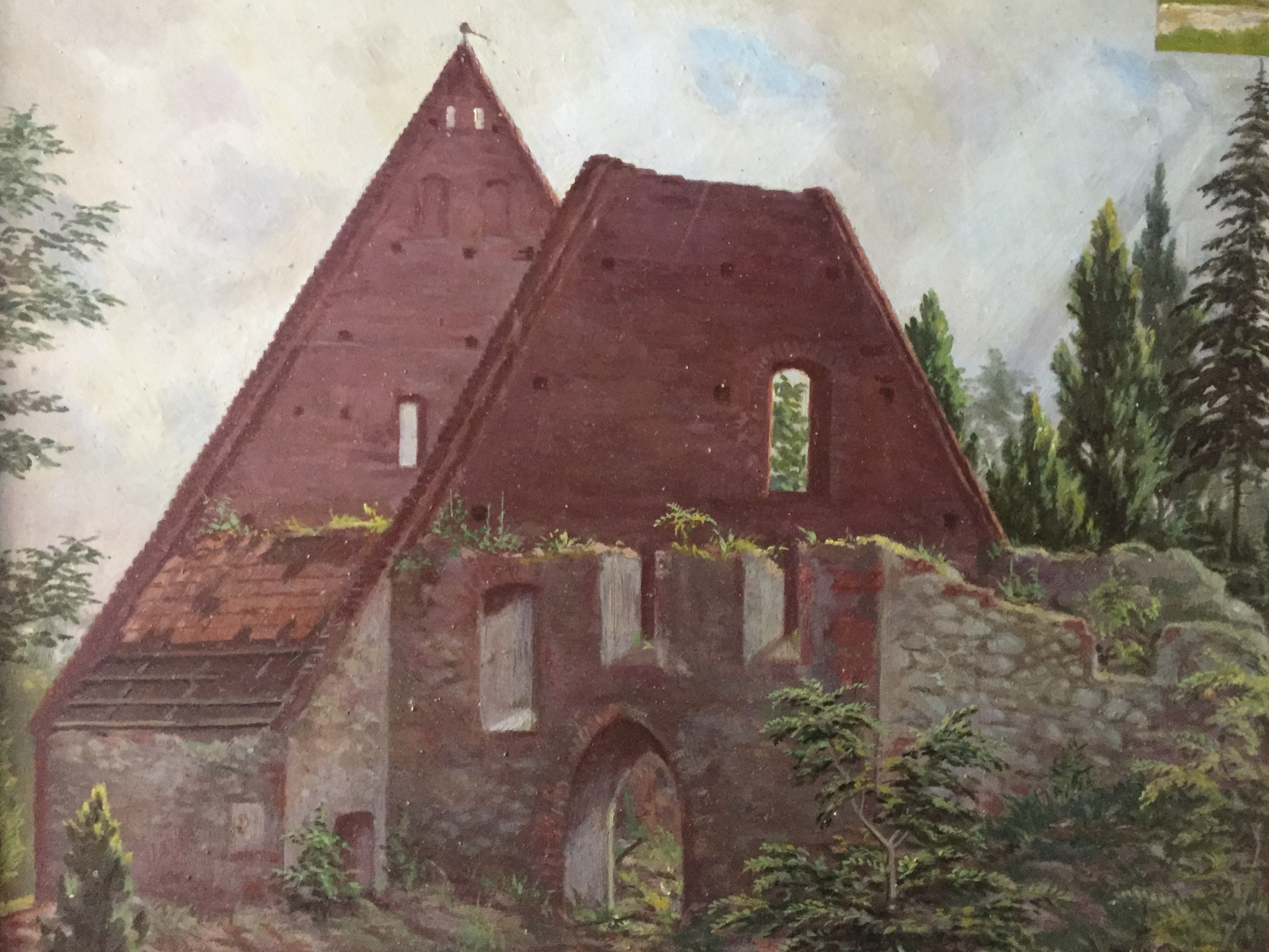
Ruina kościoła w Wilkowie po II wojnie światowej
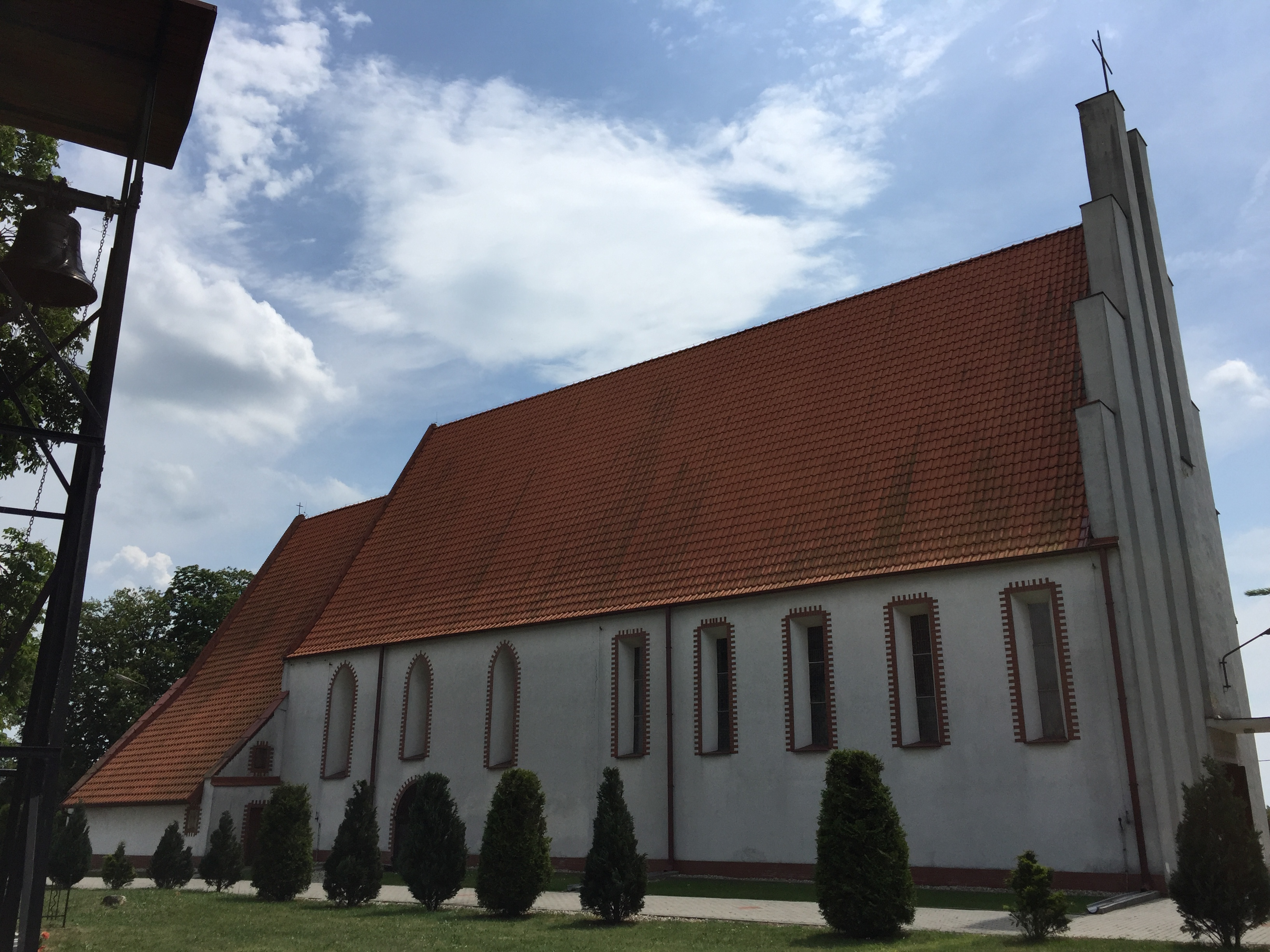
Elewacja boczna
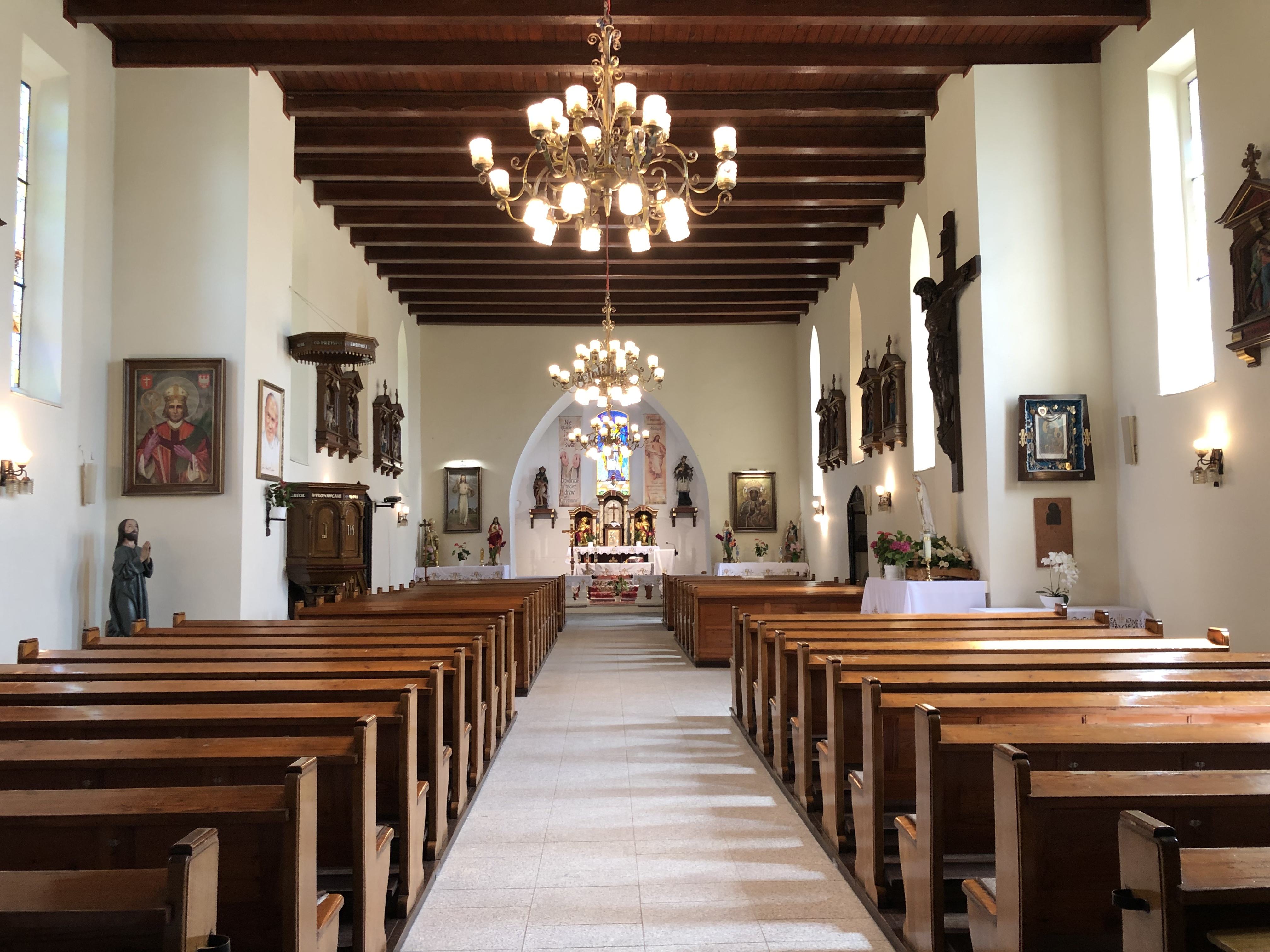
Wnętrze kościoła, 2022
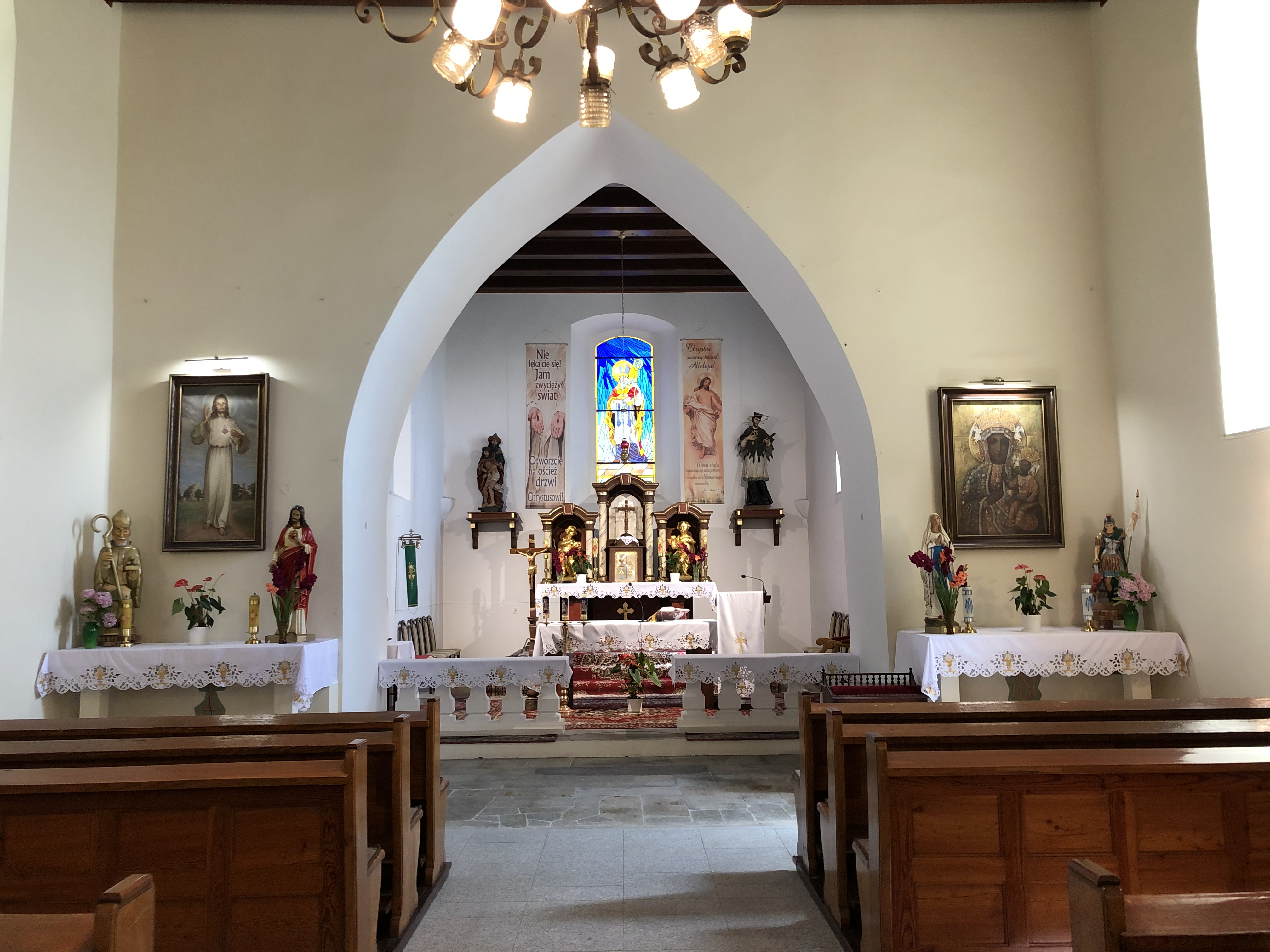
Prezbiterium kościoła
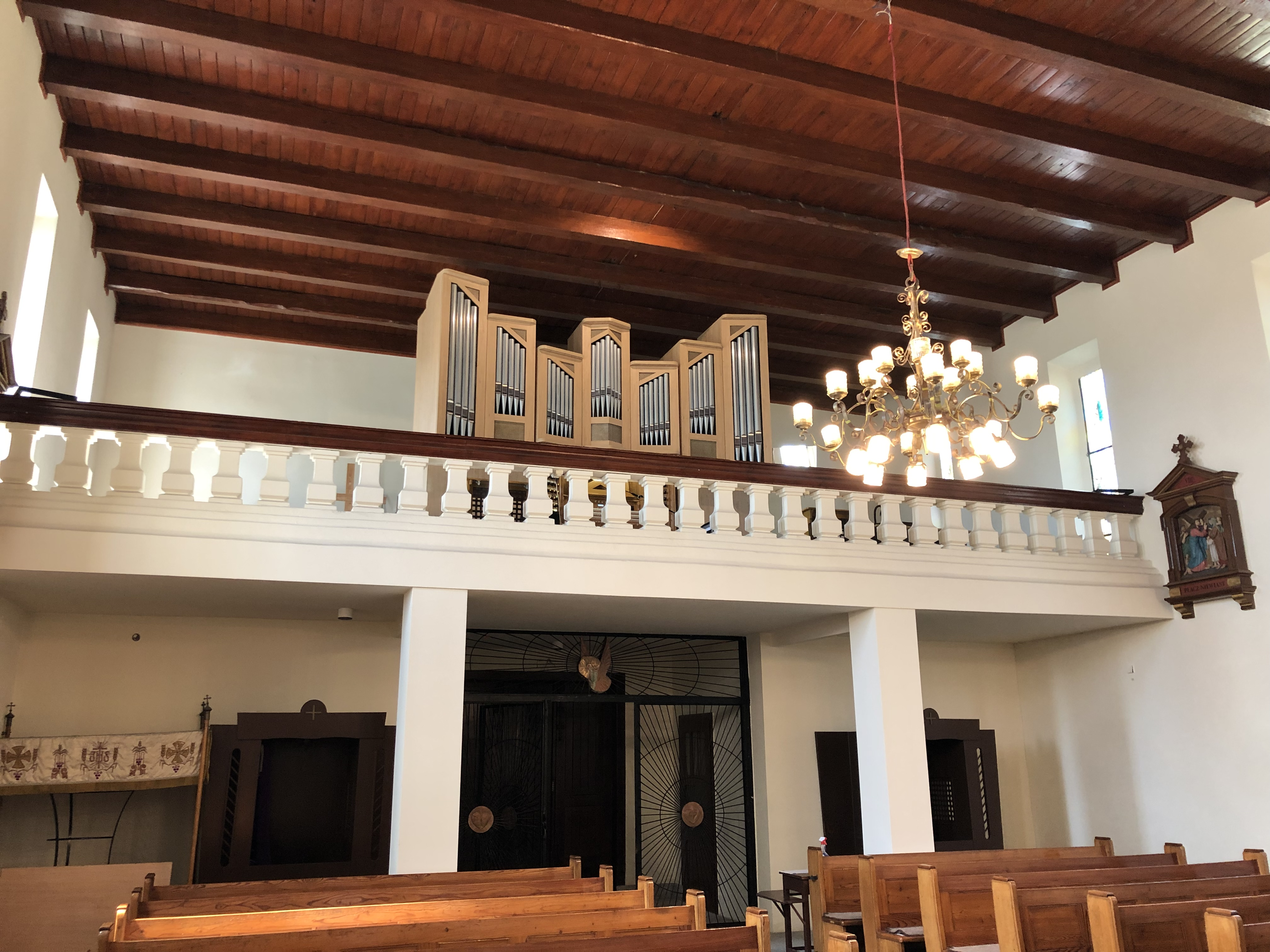
Chór muzyczny i organy
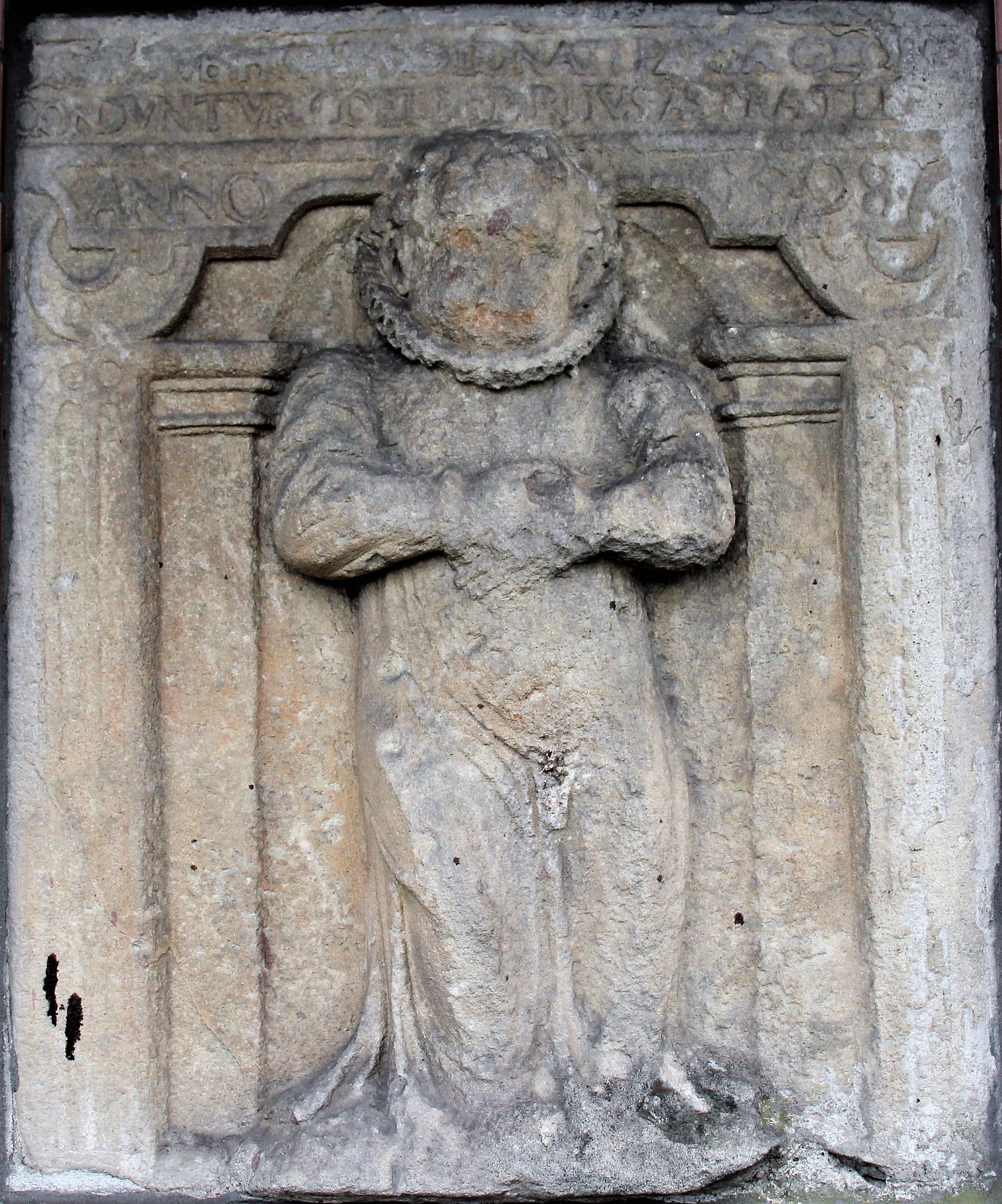
Płyta nagrobna